# Río Kola
El río Kola (del ruso: река Кола) es un río de Rusia, que discurre por la península de Kola y desagua en la bahía de Kola, en la parte norte del óblast de Múrmansk.

## Geografía
A lo largo de 83 km, el río Kola drena una cuenca de 3850 km². Nace como emisario del lago Kolózero, al noroeste de la ciudad de Olenegorsk, es decir, en el centro de la península de Kola. Discurre, en general, de sur a norte a lo largo de su recorrido. Finalmente desemboca en el golfo de Kola del mar de Barents, a sólo 10 kilómetros al sur de la capital Múrmansk. El vecino río Tuloma tiene su desembocadura en el mismo golfo, sólo un kilómetro más al oeste.

## La vía férrea de Murmansk
La península de Kola está, en gran parte; recorrida por el ferrocarril de Murmansk  (Мурманское отделение Октябрьской железной дороги) que conecta San Petersburgo con Múrmansk, y fue construido durante la Primera Guerra Mundial, entre 1915 y 1917.

## Hidrometría - Los caudales mensuales en la desembocadura
El caudal del río Kola se ha medido durante 65 años (durante el período 1928-1992) en la estación del kilómetro  de la vía férrea de Múrmansk, es decir, en la desembocadura del río en el Golfo de Kola, a diez millas al sur de Múrmansk.
El promedio anual del módulo observado en la estación durante este período fue de 43,7 m³/segundo para cuenca  de drenaje de 3850 km², es decir, casi la totalidad de captación del río.

El agua caída en la cuenca asciende a 365 milímetros por año, lo que puede considerarse elevada, por lo menos en el contexto de la Rusia europea, una región en la que los ríos tienen a menudo un aporte moderado de agua debido a las precipitaciones.
El río es alimentado por el deshielo en gran parte, y también por las lluvias de verano y otoño, el río de Kola tiene por lo tanto un régimen nivopluvial.
Las aguas altas se dan en primavera, los meses de mayo y junio, y corresponden a deshielo y a la fusión de las nieves. En julio, el caudal cae, y este descenso continúa, pero mucho menos pronunciado en agosto y, a continuación, vuelve a subir en septiembre y octubre, dando lugar a un  así un nuevo máximo, aunque poco importante. Esto es el resultado de las lluvias de otoño, muy abundantes en la cuenca. En noviembre, disminuye el caudal de nuevo, y es el comienzo del período de aguas bajas. Ocurre  desde diciembre hasta abril inclusive, y refleja las intensas heladas que afectan a la totalidad de Rusia.
El promedio mensual de caudal observado en marzo (con un mínimo de estiaje) es de 9,32 m³/segundo, aproximadamente el 7% de la media de mes de mayo, máximo del año (134 m³/segundo), lo que demuestra la amplitud tan importante de las variaciones estacionales.

Y estas diferencias pueden ser más importantes aún según los años: así durante el período de observación de 65 años, el caudal mínimo mensual fue de 3,81 m³/segundo, en marzo de 1930, mientras que el máximo mensual de caudal ascendió a 281 m³/segundo en mayo de 1984.
En lo que respecta al período libre de hielos (de junio a octubre incluido), el caudal mínimo mensual observado fue 9,57 m³/segundo, en agosto de 1937.
Caudal medio(en m³/segundo) medido en la estación hidrométrica del kilómetro 1429 
Datos calculados sobre 65 años